# Račice (Račice-Pístovice)
Račice è una frazione del comune di Račice-Pístovice del distretto di Vyškov, in Moravia Meridionale, Repubblica Ceca. Sino al 1960 è stata entità comunale autonoma poi è stata unita a Pístovice per formare il nuovo comune.

## Geografia fisica

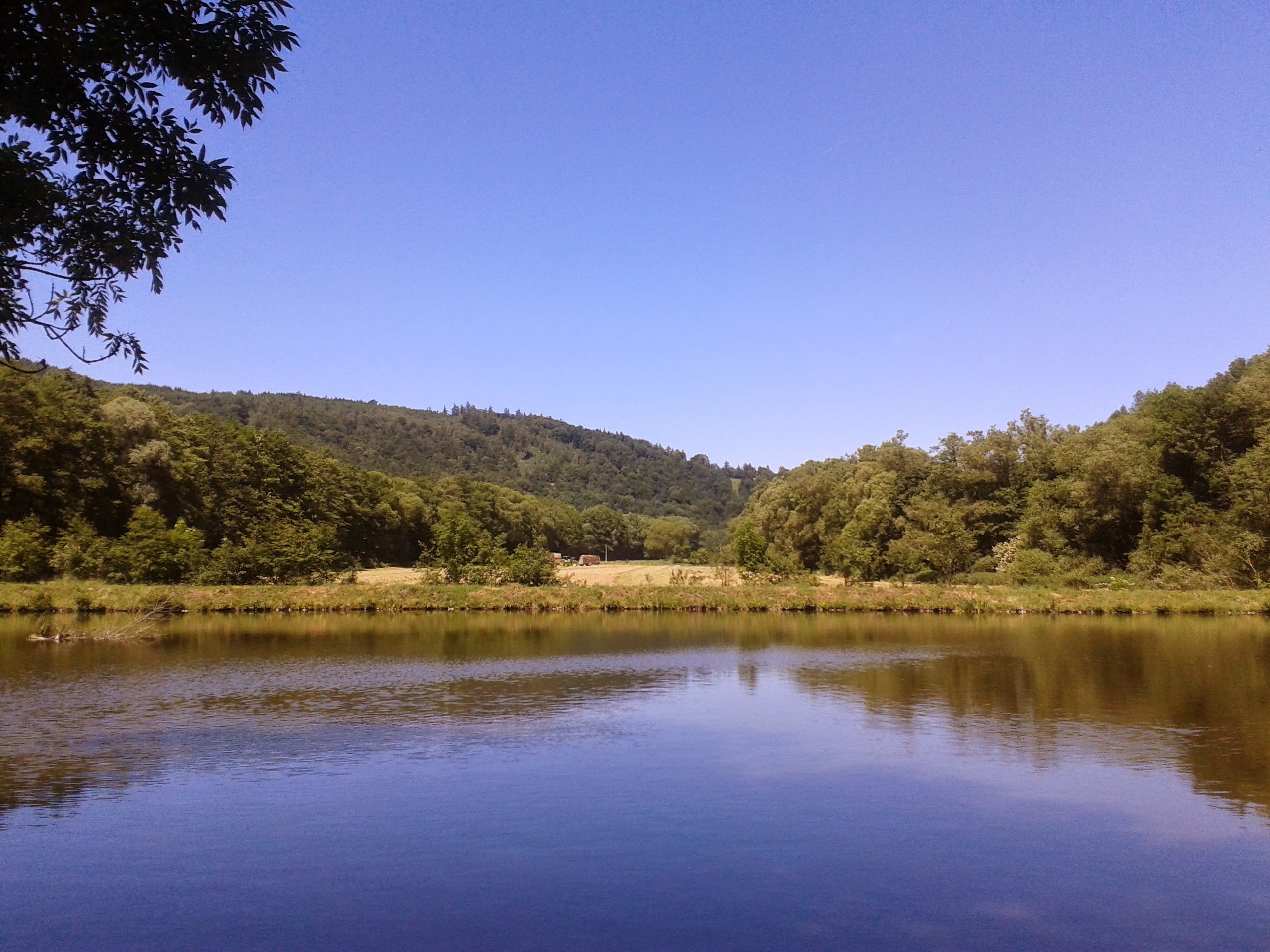
Laghetto di Valcha a Račice

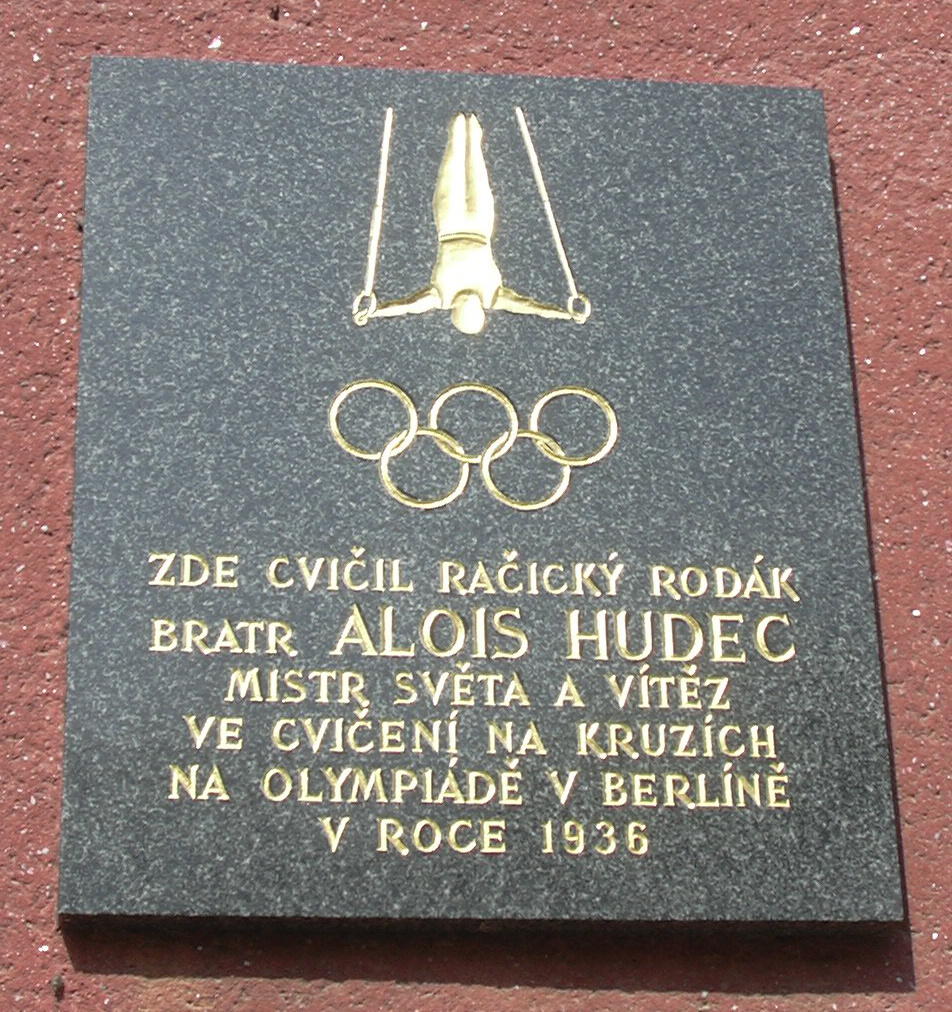
Targa commemorativa di Alois Hudec presso la falconeria di Ráčice

Il territorio di Račice è pianeggiante e si estende nel sud est dell'altopiano di Drahan e nella sua area si trova il piccolo specchio d'acqua di Valcha. 

## Storia
Il territorio di Račice, e in particolare il suo castello, svolse un ruolo importante mel 1938 quando vi fu la mobilitazione generale dell'esercito cecoslovacco. Il castello divenne il luogo da cui si controllavano le operazioni belliche. Nel passato furono presenti nella cittadina i cavalieri templari e varie importanti famiglie nobili ceche.

## Monumenti e luoghi d'interesse
- Statue di San Floriano e San Vendelino di Treviri sul ponte
- Castello di Račice
- Falconeria di Ráčice

### Aree naturali
- Laghetto di Valcha